# ロバート・バーランド
ロバート・バーランド（Robert "Bobby" Berland　1961年11月5日 - ）はアメリカ合衆国のシカゴ出身の柔道選手。階級は86kg級。身長188cm。ユダヤ系アメリカ人。

## 人物
1983年の世界選手権86kg級では3位となった。翌年に地元で開催されたロサンゼルスオリンピックでは決勝まで進むものの、オーストリアのペーター・ザイゼンバッハー に内股で敗れたが銀メダルを獲得した。1986年には階級を95kg級に上げるが、1988年ソウルオリンピックでは7位にとどまった。

## 主な戦績
86kg級での戦績
- 1981年 - 環太平洋柔道選手権大会　2位
- 1982年 - オランダ国際　3位
- 1982年 - 嘉納杯　3位
- 1983年 - 世界選手権　3位
- 1984年 - ベルギー国際　3位
- 1984年 - ロサンゼルスオリンピック　2位

95kg級での戦績
- 1986年 - パンナム選手権　2位
- 1987年 - フランス国際　3位
- 1988年 - ハンガリー国際　3位
- 1988年 - ソウルオリンピック　7位